# هدی لستر
هدی لستر (انگلیسی: Heddy Lester؛ زادهٔ ۱۸ ژوئن ۱۹۵۰) موسیقی‌دان اهل پادشاهی هلند است. پدرش یک رستوران در آمستردام راه انداخت، لستر در آن رستوران با رامسس شفی آشنا شد و با او برای برگزاری تورهای مشترک سفر کرد. لستر کار انفرادی خود را از سال ۱۹۷۴ راه اندازی کرد. 
در سال ۱۹۷۷، آهنگ "De mallemolen" (The Merry-Go-Round) لستر، با آهنگسازی برادرش فرانک، در مسابقه مشهور یوروویژن هلندی به عنوان برنده انتخاب شد. 